# 周澹
周澹（4世纪？—419年），北魏京兆郡鄠县（今陕西省西安市鄠邑区北）人。
周澹精通医术，尤善医药，担任太医令。治愈魏明元帝晕眩病。被提拔至特进，封成德侯。神瑞二年（415年），魏京平城缺粮，朝议迁都邺城，周澹与崔浩进言不可，以为不宜迁都邺城。被皇帝赞赏。泰常四年（419年），周澹去世，谥号恭。